# 7月10日 (旧暦)
旧暦7月10日（きゅうれきしちがつとおか）は、旧暦7月の10日目である。六曜は仏滅である。

## できごと
- 康保元年（ユリウス暦964年8月19日） - 甲子革令のため応和より康保に改元[要出典]
- 永治元年（ユリウス暦1141年8月13日） - 辛酉革命のため保延より永治に改元
- 文政4年（グレゴリオ暦1821年8月7日） - 伊能忠敬が測量を始め門弟らが完成させた『大日本沿海輿地全図』を幕府に献上
- 安政5年（グレゴリオ暦1858年8月18日） - 日蘭修好通商条約調印

## 誕生日
- 慶応2年（グレゴリオ暦1866年8月19日） - 中村不折、洋画家･書家（+ 1943年）

## 忌日
- 持統天皇10年（ユリウス暦696年8月13日） - 高市皇子、天武天皇の皇子（* 654年?）
- 文政7年（グレゴリオ暦1824年8月4日） - 前田斉広、第12代加賀藩主（* 1782年）